# Eudoxos z Knidu

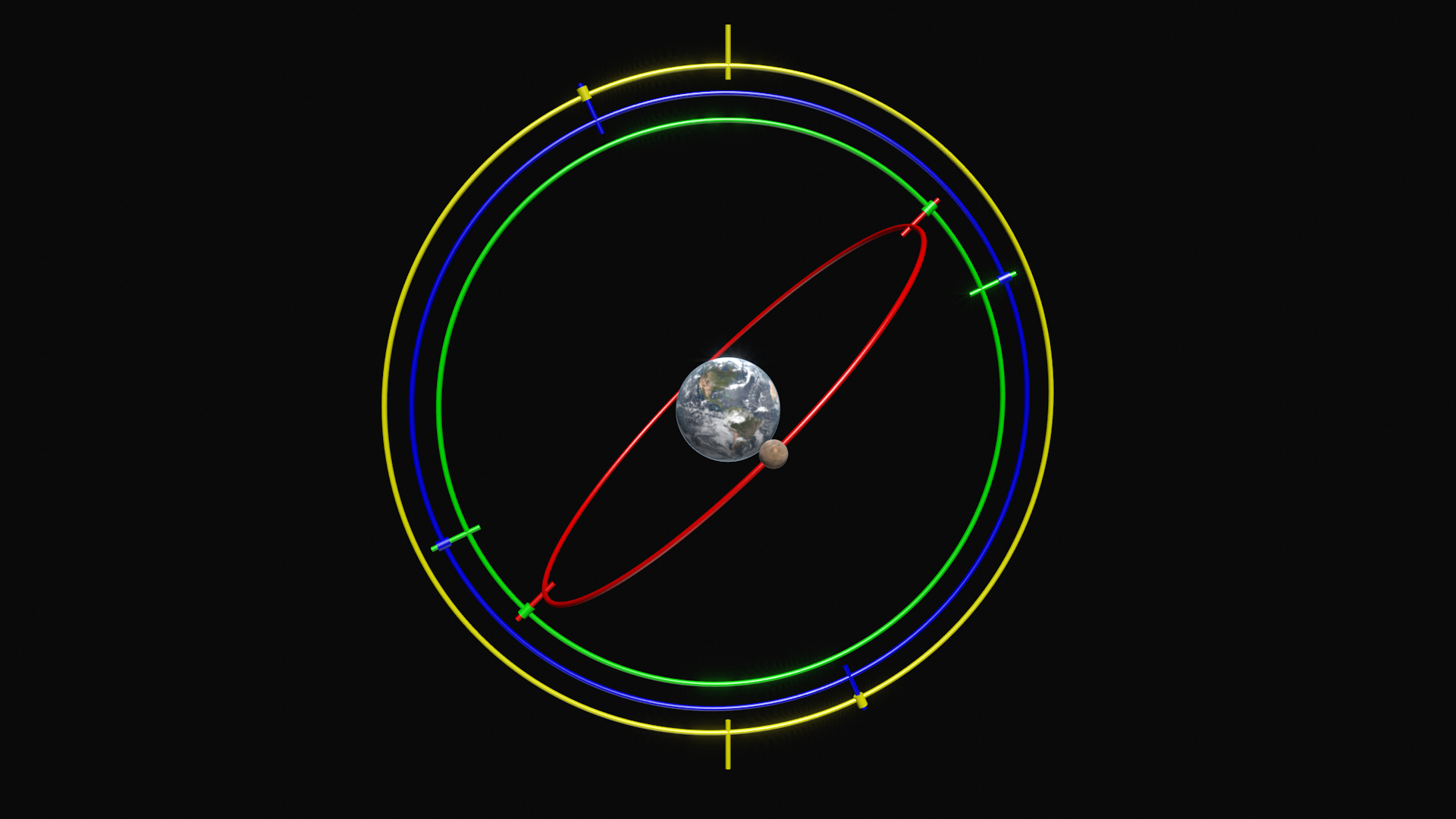
Eudoxův model pohybu planety. Soustředné sféry jsou reprezentovány kruhy rotujícímí kolem svých os. Vnější (žlutá) sféra sdílí denní rotaci světové sféry, v ní tkví osa druhé (modré) reprezentující pohyb planety podél ekliptiky, třetí (zelená) a čtvrtá (červená) vytváří osmičkový pohyb (hippopeda) naznačující retrográdní pohyb.

Animace

Eudoxos z Knidu (asi 408 př. n. l. – asi 355 př. n. l.) byl starořecký astronom, matematik a filozof. V matematice měl být žákem Archytasovým, ve filozofii Platónovým (rozešli se ale ve zlém) a astronomii měl studovat v Egyptě. Byl členem Staré Akademie. Jeho učení se dochovalo pouze zprostředkovaně (zejména u Arata). Na Knidu založil významnou matematickou školu a hvězdárnu. Byl zřejmě prvním antickým autorem, který v úvahách o vesmíru použil čistě vědecké metody a snažil se vyjít výhradně z pozorování, k němuž měl ovšem malé technické prostředky. Vypočítal například délku slunečního roku a spekuloval o 27 sférách, tedy soustředných kulovitých vrstvách oblohy, které se otáčejí kolem Země a způsobují pohyb planet, Měsíce a Slunce po obloze - v tom ovlivnil Aristotela, který přijal teorii sfér, ale zvýšil jejich počet na 55. Jeho geometrické názory zřejmě převzal Eukleidés a Theodosius z Bithýnie. V oblasti filozofie měl být kritikem Platónova učení o ideách. Aristotelés o něm v Etice Nikomachově říká, že byl představitelem hédonismu, neboť považoval slast za nejvyšší dobro, což vyvozoval z toho, že všechno rozumné i nerozumné k ní směřuje.